# عزلة بني حور (عمران)
عزلة بني حور هي إحدى عزل مديرية مسور في محافظة عمران اليمنية ويبلغ تعداد سكانها 2925 نسمة حسب التعداد السكاني في اليمن لعام 2004. و تمتد من أعلى سفوح الجبال (2700) فوق سطح البحر من قريتي القفل والقلعة نزولا إلى قرية السادة ثم بيت قب وبيت العقاري إلى وادي بني سالم وانتهاء ببني مهدي.

## روابط خارجية
- الجهاز المركزي للإحصاء بالجمهورية اليمنية
- المركز الوطني للمعلومات باليمن نسخة محفوظة 10 أبريل 2015 على موقع واي باك مشين.
- World Gazetteer:Yemen
- الدليل الشامل